# Barbarano Vicentino
Barbarano Vicentino is een gemeente in de Italiaanse provincie Vicenza (regio Veneto) en telt 4224 inwoners (31-12-2004). De oppervlakte bedraagt 19,3 km², de bevolkingsdichtheid is 219 inwoners per km².
De volgende frazioni maken deel uit van de gemeente: Ponte.

## Demografie
Barbarano Vicentino telt ongeveer 1448 huishoudens. Het aantal inwoners steeg in de periode 1991-2001 met 17,4% volgens cijfers uit de tienjaarlijkse volkstellingen van ISTAT.
| Jaar | Inwoneraantal |
| ---- | ------------- |
| 1991 | 3370          |
| 2001 | 3958          |

## Geografie
Barbarano Vicentino grenst aan de volgende gemeenten: Albettone, Arcugnano, Mossano, Rovolon (PD), Villaga, Zovencedo.